# Тип 82 (танк)
Тип 82 е севернокорейски лек танк от тип амфибия. Базиран е на шасито на бронетранспортьора VTT-323 и има купол близък до този на ПТ-76 с няколко модификации. Основното въоръжение на ПТ-85 е 85 mm танково оръдие.